# Бєлов Юрій Анатолійович
Бєло́в Ю́рій Анато́лійович (31 жовтня 1946 р., Берлін) — український учений в галузі обчислювальної математики. Доктор фізико-математичних наук, професор. Академік-засновник Академії наук вищої школи України (1992). Член-кореспондент Академії технологічних наук РФ.

## Біографія
Бєлов Юрій Анатолійович народився 31 жовтня 1946 року в м. Берлін, Німеччина. У 1969 році закінчив Київський державний університет ім. Т. Г. Шевченка, механіко-математичний факультет, кафедра обчислювальної математики. По закінченню університету продовжив навчання в аспірантурі (1969—1974). У 1974 році захистив кандидатську дисертацію на тему «Розв'язання нелінійних крайових задач, які описують обтікання при інтенсивному вдуві газу» (керівник — доцент А. М. Антонов). У 1971 — 1978 роках — асистент, старший викладач, доцент кафедри теорії програмування факультету кібернетики.
У 1982 р. захистив докторську дисертацію на тему «Обчислювальний експеримент при аналізі та синтезі великих систем», звання професора присвоєне в 1983 р. З 1982 року працює на посаді професора кафедри чисельних методів математичної фізики. З 1994 року — завідувач кафедри теоретичної кібернетики Київського національного університету ім. Т. Шевченка.

## Наукова діяльність
Основні наукові інтереси: теорія вимірювальних інформаційно-обчислювальних комплексів, математична фізика та обчислювальна математика, інформаційна та програмна підтримка керування та обміну фінансовими ресурсами і цінними паперами у банках, акціонерних товариствах, моделювання механізмів мислення. Створив математичну теорію формування вигляду складних вимірювальних, інформаційно-обчислювальних комплексів і систем, інструментальних засобів декомпозиції та проєктування великих систем. В останні роки — учасник міжнародних проєктів створення «віртуальної людини».
Автор понад 200 наукових праць, серед яких серія монографій у п'яти томах «Математичне забезпечення складного експерименту» (1982—1990), виданого кафедрою теоретичної кібернетики, 5 навчальних посібників.
Розробив 2 нормативних курсу і 12 спецкурсів. Читає спецкурси «Методи математичного моделювання вимірювально-обчислювальних систем», «Принципи побудови моделей». Під його керівництвом захищено 8 кандидатських дисертацій.
З 1984 року веде педагогічну діяльність в університетах ім. Гумбольта, м. Берлін (1984, Німеччина), Штутгартському (1989, Німеччина), Майнцькому (1993, Німеччина), Іллінойському інституті технологій, м. Чикаго (1990, США), Кітакіушському та Кіотському інститутах технологій (1992, Японія), Віденському університеті (1994, 2006, Австрія), Московському державному університеті ім. М. В. Ломоносова (1996, 1998, 2000, 2002, 2004, Росія).
Член редколегії наукового журналу «Електронне моделювання».

## Нагороди
Нагороджений медаллю АН УРСР для молодих вчених у 1978 році. Нагороджений вищою відзнакою землі Баден-Вюртенберг (м. Штутгарт, Німеччина).